# Бердск-центральный (аэродром)
Аэродром Бердск-Центральный — неклассифицированный аэродром государственной авиации. Расположен в Новосибирской области, в 37 км юго-восточнее станции Новосибирск-Главный и 4 км южнее станции Бердск. На аэродроме базируется Новосибирский авиационно-технический спортивный клуб (АТСК) РОСТО.

## История
Ранее на аэродроме базировались:
- Сталинградское военно-авиационное училище летчиков им. Сталинградского Краснознаменного пролетариата с мая 1946 года по ноябрь 1960 года. На аэродроме базировался 804-й учебный авиационный полк на самолётах Як-9 и Як-3, затем Як-11 и МиГ-15;
- Новосибирский УАЦ ДОСААФ, c 1964 года по 1992 год.
- 9-я отдельная вертолётная эскадрилья, войсковая часть 52550, с 29 июня 1993 года по 1997 год.
- 337-й отдельный вертолётный полк, войсковая часть 12212, с 24 мая 1994 года по 31 ноября 2009 года.

## Сталинградское военно-авиационное училище лётчиков
На аэродроме и в гарнизоне с мая 1946 года по ноябрь 1960 года базировался 804-й учебный авиационный полк Сталинградского военно-авиационного училища летчиков имени Сталинградского Краснознаменного пролетариата. Училище было перебазировано из Кустаная, куда было переведено во время Сталинградской битвы. Полк готовил курсантов для истребительной авиации на самолетах Як-9 и Як-3, затем Як-11 и МиГ-15. Среди выпускников училища около 120 Героев Советского Союза, семь дважды Героев. После передислокации за сибирский период было подготовлено 2109 летчиков.
Позже, 25 мая 1958 года, училище было переименовано в Сибирское военное авиационное училище летчиков им Сталинградского Краснознаменного пролетариата. В связи со значительными сокращением авиации на основании Закона Верховного Совета СССР «О новом значительном сокращении ВС СССР» от 15.01.1960 года период с 4 мая по 30 ноября 1960 года училище было расформировано.

## Новосибирский УАЦ ДОСААФ
Новосибирский авиационный учебный центр ДОСААФ, реорганизован в 1964 году на базе Новосибирского аэроклуба. Главной задачей НУАЦ являлась подготовка летчиков, вертолетчиков и десантников для Вооруженных сил страны на вертолетах Ми-1 (в дальнейшем на Ми-2). На базе НАУЦ, действовал так же планерный клуб.

## Музей
На территории аэродрома существовал авиационный музей, созданный в конце 1970-х годов и просуществовавший до конца 1990-х годов. Его экспонатами являлись самолёты Як-12М, Zlin Z-326, Ил-28Ш, Ту-104 и вертолеты Ми-1 и Ми-4.
Самолёт Ту-104А (бортовой номер СССР-42382), установленный на аэродроме, в апреле 1977 года был передан в Западно-Сибирское Управление Гражданской авиации в Толмачевский ОАО. В Новосибирске самолёт эксплуатировался чуть более года и 23 августа 1978 г. был списан по отработке общего срока службы. Сразу после списания самолёт перелетел на аэродром Бердска. Этот Ту-104 был снят в советском художественном фильме 1963 г. «Коротко лето в горах».

## 337-й отдельный вертолётный полк
24 мая 1994 года в город Бердск Новосибирской области был перебазирован 337-й отдельный вертолётный полк, который вошел в состав 41-й общевойсковой армии Сибирского военного округа.
Формирование 337-го ОВП началось 15 декабря 1978 года на аэродроме Сокол посёлка Добрынское Владимирской области. В августе 1979 года формирование части было полностью завершено. Полк до расформирования летал на вертолетах Ми-8 и Ми-24 различных модификаций. 22 сентября 1979 года полк перебазирован на аэродром Мальвинкель Группы Советских войск в Германии и передан в состав 16-й воздушной армии. Согласно указу Президиума Верховного Совета СССР, 9 июля 1980 года полку вручено Боевое Знамя — символ воинской чести и доблести.
Лётчики полка выполняли интернациональный долг в Демократической Республике Афганистан, где десятки офицеров, прапорщиков и солдат полка за мужество и героизм были награждены орденами и медалями.
- В 1983 году 8 экипажей, в составе 302-й ОВЭ на аэродроме Шинданд.
- В 1984 году в августе летный и технический состав отправлены в 50-й ОСАП аэродром Кабул.
- В 1984 году, оставшаяся в Мальвинкеле 2 вэ тоже была направлена в 280-й ОВП на аэродром Кандагар.

Находясь в составе Группы советских войск в Германии, а затем в составе 20-й Отдельной Армии Западной группы войск, 337-й ОВП постоянно занимал передовые места по итогам боевой учёбы. В 1989 году за высокие показатели в боевой и политической подготовке полк награжден переходящим знаменем, в 1992 году ему вручён переходящий вымпел Военного Совета Западной группы войск «За мужество и воинскую доблесть».
В августе 1996 года на базе 337-го полка была сформирована эскадрилья под командованием подполковника А. А. Золотухина, которая убыла в Грузию для выполнения миротворческих задач.
Воины полка принимали участие в проведении контртеррористических операций в Чечне. За мужество и героизм более 300 военнослужащих части награждены правительственными наградами.
С 2000 по 2006 года личный состав полка принимал участие в Миротворческой миссии ООН в Сьерра-Леоне базировались в столице — городе Фритаун. С 2006 года в республике Ангола (Луанда) и Судан (г. Джуба), и с 2009 года в республике Чад (г. Абеше).
Базируясь в Бердске, наряду с УТП, полк решал различные задачи. Это и перевозка руководящего состава, и выполнение срочных санитарных рейсов, и парашютное десантирование курсантов Новосибирского военного института и 24-й бригады специального назначения, и обеспечение подготовки отряда космонавтов, и обеспечение ПСО полётов и перелётов ГА и запусков космических кораблей с перебазированием поисковых экипажей в аэропорт Горно-Алтайск.
Ежегодно личный состав полка привлекался к авиационной поддержке различных учений, на полигонах Шилово и Юрга.
Каждый год весной на реках Западной Сибири образовываются ледовые заторы. Нередко для их ликвидации привлекались экипажи 337 полка.
В связи с реформированием Вооружённых сил в октябре 2009 года прошло «прощание со знаменем» 337 ОВП БиУ. С 1 декабря 2009 года 337 ОВП БиУ (вместе с 37 ОСАЭ — город Обь) вошёл в состав авиационной базы базирующейся в аэропорту Толмачёво. Ещё год пробыла в Бердске эскадрилья вертолетов Ми-24, но в 2010 году и она перебазирована с аэродрома Бердск-Центральный.

## Мероприятия
С 15 по 16 сентября 2018 года на аэродроме проходили первые спортивные соревнования курсантов Юношеской планерной школы имени В. М. Рыцарева.

## Аварии и происшествия
- 7 августа 2014 года катастрофа самолёта Як-52, в результате которой погиб лётчик-инструктор и курсант кадетского корпуса.[7]
- 7 мая 2015 года авария самолёта Ан-2. Пилот не пострадал.[8]
- 7 августа 2017 года катастрофа самолёта «Вильга-35». В результате катастрофы пилот погиб.[9]